# Ketkovice
Ketkovice (in tedesco Ketkowitz) è un comune della Repubblica Ceca facente parte del distretto di Brno-venkov, in Moravia Meridionale.